# Атамась, Владимир Николаевич
Владимир Николаевич Атамась (род. 15 июля 1950, Белгород, Курская область) — советский легкоатлет, специалист по бегу на короткие дистанции. Выступал за сборную СССР по лёгкой атлетике в 1970-х годах, обладатель серебряной медали Универсиады в Москве, победитель и призёр первенств национального значения, участник летних Олимпийских игр в Мюнхене. Представлял Украинскую ССР и спортивное общество «Динамо». Мастер спорта СССР.

## Биография
Владимир Атамась родился 15 июля 1950 года в Белгороде. Впоследствии постоянно проживал в Черкассах, окончил факультет физического воспитания Черкасского государственного педагогического института.
Занимался лёгкой атлетикой в черкасской Детско-юношеской спортивной школе, позже проходил подготовку в Полтаве и Киеве. Был подопечным тренеров Н. Г. Куликова и В. И. Лузана. Состоял в добровольном спортивном обществе «Динамо».
Впервые заявил о себе на взрослом всесоюзном уровне в сезоне 1972 года, когда выиграл бронзовую медаль в беге на 100 метров и серебряную медаль в эстафете 4 × 100 метров на чемпионате СССР в Москве. Благодаря череде удачных выступлений вошёл в состав советской национальной сборной и удостоился права защищать честь страны на летних Олимпийских играх в Мюнхене — в дисциплине 100 метров дошёл до стадии четвертьфиналов, тогда как в эстафете 4 × 100 метров не стартовал из-за травмы бедра.
После мюнхенской Олимпиады Атамась остался действующим спортсменом и продолжил принимать участие в различных легкоатлетических турнирах. Так, в 1973 году он одержал победу в дисциплине 100 метров на зимнем чемпионате СССР в Москве, взял бронзу в эстафете 4 × 100 метров на летнем чемпионате СССР в Москве. Будучи студентом, участвовал в Универсиаде в Москве, где финишировал пятым на дистанции 100 метров и получил серебряную награду в эстафете 4 × 100 метров.
В 1974 году выиграл эстафету 4 × 100 метров на очередном чемпионате СССР в Москве.
В 1975 году в составе команды Украинской ССР превзошёл всех соперников в эстафете 4 × 100 метров на чемпионате страны в рамках VI летней Спартакиады народов СССР в Москве.